# Philophthalmus hegeneri
Philophthalmus hegeneri är en plattmaskart. Philophthalmus hegeneri ingår i släktet Philophthalmus och familjen Philophthalmidae. Inga underarter finns listade i Catalogue of Life.